# Scheldeprijs femenina
La Scheldeprijs femenina (oficialmente Scheldeprijs) es una carrera profesional femenina de ciclismo en ruta de un día que se disputa anualmente en la región de Flandes, en Bélgica. Es la versión femenina de la carrera del mismo nombre y se celebra el mismo día que su homónima.
Su primera edición se corrió en 2021 como competencia del Calendario UCI Femenino y fue ganada por la neerlandesa Lorena Wiebes.

## Palmarés
| Año  | Ganador       | Segundo         | Tercero          |
| ---- | ------------- | --------------- | ---------------- |
| 2021 | Lorena Wiebes | Emma Norsgaard  | Elisa Balsamo    |
| 2022 | Lorena Wiebes | Chiara Consonni | Rachele Barbieri |
| 2023 | Lorena Wiebes | Charlotte Kool  | Chiara Consonni  |
| 2024 | Lorena Wiebes | Charlotte Kool  | Martina Fidanza  |
| 2025 | Elisa Balsamo | Charlotte Kool  | Chiara Consonni  |

## Palmarés por países
| País         | Victorias |
| ------------ | --------- |
| Países Bajos | 4         |
| Italia       | 1         |